# Hans Binder
 Hans Binder va ser un pilot de curses automobilístiques austríac que va arribar a disputar curses de Fórmula 1.
Va néixer el 12 de juny del 1948 a Zell am Ziller, Innsbruck, Àustria.

## A la F1
Hans Binder va debutar a la F1 a l'onzena cursa de la temporada 1976 (la 27a temporada de la història) del campionat del món de la Fórmula 1, disputant el 15 d'agost del 1976 el G.P. d'Àustria al circuit de Österreichring.
Va participar en un total de quinze curses puntuables pel campionat de la F1, disputades en tres temporades consecutives (1976-1978) aconseguint una vuitena posició com millor classificació en una cursa i no assolí cap punt pel campionat del món de pilots.

## Resultats a la Fórmula 1
| Any  | Equip              | Xassís   | Motor    | 1       | 2       | 3      | 4        | 5     | 6       | 7   | 8   | 9   | 10  | 11      | 12      | 13    | 14      | 15     | 16      | 17      | Posició | Punts |
| ---- | ------------------ | -------- | -------- | ------- | ------- | ------ | -------- | ----- | ------- | --- | --- | --- | --- | ------- | ------- | ----- | ------- | ------ | ------- | ------- | ------- | ----- |
| 1976 | Team Ensign        | Ensign   | Cosworth | BRA     | SUD     | O.USA  | ESP      | BEL   | MON     | SUE | FRA | GBR | ALE | AUT Ret | HOL     | ITA   | CAN     | USA    |         |         | -       | 0     |
| 1976 | Walter Wolf Racing | Williams | Cosworth |         |         |        |          |       |         |     |     |     |     |         |         |       |         |        | JAP Ret |         | -       | 0     |
| 1977 | Durex Team Surtees | Surtees  | Cosworth | ARG Ret | BRA Ret | SUD 11 | O.USA 11 | ESP 9 | MON Ret | BEL | SUE | FRA | GBR | ALE     |         |       |         | USA 11 | CAN Ret | JAP Ret | -       | 0     |
| 1977 | ATS Racing Team    | Penske   | Cosworth |         |         |        |          |       |         |     |     |     |     |         | AUT 12  | HOL 8 | ITA NVQ |        |         |         | -       | 0     |
| 1978 | ATS Racing Team    | ATS      | Cosworth | ARG     | BRA     | SUD    | O.USA    | MON   | BEL     | ESP | SUE | FRA | GBR | ALE     | AUT NVQ | HOL   | ITA     | USA    | CAN     |         | -       | 0     |

### Resum
| Curses: | Victòries: | Pòdiums: | Poles: | Voltes ràpides: | Punts: |
| ------- | ---------- | -------- | ------ | --------------- | ------ |
| 15 (13) | 0          | 0        | 0      | 0               | 0      |